# Episodi di Un caso di coscienza (quarta stagione)
La quarta stagione della serie televisiva Un caso di coscienza, dal titolo Un caso di coscienza 4, è andata in onda in prima visione TV dal 13 dicembre 2009 al 4 gennaio 2010 in prima serata su Rai 1.
| nº | Titolo              | Prima TV Italia  |
| -- | ------------------- | ---------------- |
| 1  | Senza pietà         | 13 dicembre 2009 |
| 2  | Merry Christmas     | 20 dicembre 2009 |
| 3  | Nessun responsabile | 27 dicembre 2009 |
| 4  | La vita degli altri | 28 dicembre 2009 |
| 5  | In un vicolo cieco  | 3 gennaio 2010   |
| 6  | Game over           | 4 gennaio 2010   |

## Senza pietà
- Diretto da: Luigi Perelli
- Scritto da:

### Trama
Durante la festa di Halloween, in un liceo classico statale di Trieste, un ragazzo di 15 anni di nome Giorgio cade dal tetto e muore. La madre si rivolge all'avvocato Rocco Tasca (Sebastiano Somma), che nel frattempo sta festeggiando il decimo anniversario della nascita dello studio legale Tasca insieme con la collega e amica Alice Morandi (Loredana Cannata), con la moglie Erica Lacerba (Barbara Livi), e con l'amico e collaboratore Virgilio (Stephan Danailov). La madre di Giorgio sostiene che il figlio era vittima delle violenze psicologiche di un docente di fisica, che era anche riuscito a farlo bocciare l'anno precedente. Tasca accetta l'incarico e sporge denuncia al PM Trapani (Bruno Torrisi), che inizialmente ritiene che la morte dell'adolescente sia stata una fatalità. Giorgio amava lo studio, ma nell'ultimo periodo il suo rendimento era fortemente calato in tutte le materie. Rocco cerca di scoprire il motivo, e, recatosi davanti alla scuola, nota che tre vigliacchi figli di papà stanno usando violenza gratuita nei confronti di un compagno di classe di Giorgio. Erica, tramite il computer della vittima, rintraccia un'altra compagna di classe di Giorgio, la quale ritiene che i tre bulli siano degli assassini...
Il conte Ranieri viene trovato morto all'interno della sua azienda vinicola. Lea Graner (Vanessa Gravina), crede che si tratti di un omicidio, ma Rocco non può intervenire per assenza di prove. Intanto, il dottor Serra (Andrea Lolli) incaricato dell'esame post-mortem sul corpo di Ranieri resta coinvolto in un incidente stradale, e il PM Trapani chiama al suo posto Erica Lacerba, la quale rileva qualcosa di strano. Prima che possa riferire a Trapani, un sicario la sorprende freddandola con una pistolettata al capo per poi sabotare il referto. Rocco, avvisato dell'omicidio da Trapani, Randazzo (Francesco Pannofino) e da Alice, dovrà preparare la figlioletta Eva al tragico evento. Il caso Ranieri sarà il "filo conduttore" di tutte le 6 puntate della quarta stagione della serie.
- Altri interpreti: Antonella Attili (Marcella), Laura Adriani (Sara), Gianni Bissaca (professor Grosso), Edoardo Purgatori (Collina)
- L'episodio è conosciuto anche con il titolo Senza pietà
- Ascolti Italia: telespettatori 5.003.000 – share 20,79%[1]

## Merry Christmas
- Diretto da: Luigi Perelli
- Scritto da:

### Trama
Rocco (Sebastiano Somma) è tormentato dal dolore per la morte della moglie Erica (Barbara Livi).  Le indagini sono condotte dal PM Trapani (Bruno Torrisi) e da Randazzo (Francesco Pannofino), i quali ritengono che si tratti di un tentativo di rapina finito male. Infatti un barbone ha trovato in un cassonetto la borsa vuota di Erica.
Nel frattempo, un bambino ha una crisi asmatica e viene portato dai genitori al pronto soccorso; il piccolo entra in coma; la madre e il padre si rivolgono allo studio legale Tasca per denunciare il medico e l'infermiera. All'apparenza sembra trattarsi di un caso di malasanità, invece non è così.
La Mail Ross decide di farsi rappresentare dallo studio legale della cinica avvocatessa Francesca Canevari (Imma Piro), che continua a manipolare la vita del figlio Luca (Giorgio Lupano).
- Altri interpreti: Pierpaolo Lovino (avvocato della Trilly Toys), Anna Ferruzzo (Silvana Luxardo), Corso Salani (Ettore Luxardo), Laura Nardi (Emma Fontanesi), Leonardo Petrillo (Edoardo)
- Ascolti Italia: telespettatori 5.299.000 – share 21,81%[2]

## Nessun responsabile
- Diretto da: Luigi Perelli
- Scritto da:

### Trama
L'enologa Lea Graner (Vanessa Gravina) è intenzionata a contrastare la Mail Ross, poiché sa che tale società è la responsabile delle morti del conte Ranieri e di Erica Lacerba, e anche delle minacce subite da Lea stessa.
Luca Canevari (Giorgio Lupano) corteggia Alice Morandi (Loredana Cannata), ma lei lo respinge perché lo ritiene un avvocato cinico e senza scrupoli. Luca le racconta di quando suo padre abbandonò lui e la madre Francesca Canevari (Imma Piro).
Al porto di Trieste si verifica un drammatico e tragico fatto: un aliscafo va a schiantarsi contro la banchina. I familiari dei passeggeri rimasti uccisi o feriti si rivolgono all'avvocato Rocco Tasca (Sebastiano Somma), il quale riceve delle lettere e telefonate anonime che lo esortano a non fermarsi alle apparenze.
- Altri interpreti: Donatella Salvatico (Valeria Grandi), Morgana Forcella (Katia Balducci), Stefano Molinari (avvocato Reale), Francesco Colombati (avvocato Tosetti), Marco Morellini (professor Bonifacio), Philippe Boa
- Ascolti Italia: telespettatori 4.899.000 – share 22,51%[3]

## La vita degli altri
- Diretto da: Luigi Perelli
- Scritto da:

### Trama
Il PM Trapani (Bruno Torrisi) comunica ad Alice Morandi (Loredana Cannata) e a Luca Canevari (Giorgio Lupano) la decisione di archiviare il caso della morte del conte Ranieri, poiché non ci sono prove che dimostrino che il conte sia stato assassinato: la firma per la vendita della sua tenuta alla Mail Ross è autentica, e inoltre l'omicidio di Erica Lacerba non è in alcun modo collegato a Ranieri.  Quando Rocco Tasca (Sebastiano Somma) viene a sapere di ciò, ne rimane deluso e adirato: Trapani, archiviando l'inchiesta, impedirà di fare giustizia su tutte le vicende legate all'omicidio di sua moglie Erica. Inoltre, Rocco rivela ad Alice e a Virgilio (Stephan Danailov) ciò che Lea Graner (Vanessa Gravina) gli aveva raccontato: il fidanzato di Lea aveva scoperto che nel terreno di Ranieri c'era dell'uranio, e aveva venduto l'informazione ad una società straniera; poi era morto in un misterioso incidente. Rocco e Lea sono convinti che sia proprio la Mail Ross la società che aveva comprato l'informazione, e che, quindi, pur di guadagnare denaro, gli speculatori sono disposti a commettere dei crimini. Rocco dubita anche dell'integrità morale del dottor Serra (Andrea Lolli), il medico legale che ha svolto l'autopsia decisiva sul conte Ranieri.
Nel frattempo Loris, onesto scaricatore di porto, muore sul lavoro lasciando moglie e due figli piccoli. Randazzo (Francesco Pannofino) e Trapani ritengono che si tratti di omicidio, e incriminano Giovanni Miglio, uomo che litigava spesso con Loris. La moglie della vittima si rivolge allo studio legale Tasca; Rocco e Virgilio indagano, e capiscono che non si tratta di un caso di omicidio, ma di una morte bianca. Il problema adesso è come trovare le prove per far arrestare le persone senza scrupoli, che pur di risparmiare soldi, non hanno considerato il valore delle vite dei lavoratori.
- Altri interpreti: Sarah Maestri (Annamaria Correa), Gaetano Aronica (Giovanni Miglio)
- Ascolti Italia: telespettatori 5.267.000 – share 20,16%[4]

## In un vicolo cieco
- Diretto da: Luigi Perelli
- Scritto da:

### Trama
Rocco Tasca (Sebastiano Somma) e Lea Graner (Vanessa Gravina) si trovano in ospedale, dopo essersi miracolosamente salvati dall'attentato subìto. Il PM Trapani (Bruno Torrisi) si rende quindi conto che la morte di Erica Lacerba è legata a quella del conte Ranieri, e incarica quindi Randazzo (Francesco Pannofino) di proseguire le indagini sulla Mail Ross e su De Marchi (Giovanni Vettorazzo), che continua a spiare illegalmente i membri dello studio legale Tasca. 
Ancora turbato per aver rischiato di morire, Rocco scopre casualmente che tra Alice Morandi (Loredana Cannata) e Luca Canevari (Giorgio Lupano) c'è una relazione sentimentale: teme che la sua socia possa aver rivelato le sue mosse al rappresentante legale della spietata multinazionale Mail Ross. Rocco, quindi, informa Virgilio (Stephan Danailov) di ciò, e Virgilio inizia a pedinare Alice, per cercare di capire come stanno le cose. Nel frattempo Luca inizia a sospettare che la Mail Ross sia un'azienda di criminali. Sua madre Francesca Canevari (Imma Piro), che invece è al corrente dei reati commessi dalla Mail Ross, teme ora di non poter più manipolare il proprio figlio come un burattino.
Un piccolo imprenditore, onesto padre di famiglia, muore in un incidente; sua moglie e suo figlio, addolorati, devono ora occuparsi dell'azienda di cui lui era proprietario: la vedova scopre che l'azienda ha talmente debiti che l'unica soluzione è chiudere. Le indagini ufficiali portano prima all'arresto di un innocente, poi alla scoperta di una parte della verità: la vittima non ha avuto un incidente, ma ha architettato il suo suicidio in modo da farlo sembrare tale. Per quale motivo? La moglie della vittima si rivolge allo studio legale Tasca: sarà Alice ad occuparsi del caso; l'avvocato capisce che la banca è responsabile di istigazione al suicidio poiché non applicava un'importante legge sui prestiti. Ma trovare le prove è molto più difficile del previsto.
- Altri interpreti: Fiorenza Marchegiani (Laura Montes), Simone Colombari (Eros Santostefano)
- Ascolti Italia: telespettatori 5.525.000 – share 22,90%[5]

## Game over
- Diretto da: Luigi Perelli
- Scritto da:

### Trama
In questa ultima puntata non c'è un nuovo caso, ma tutto ruota attorno ai misteri legati alla Mail Ross. L'avvocato Rocco Tasca (Sebastiano Somma) cerca di ricollegare i tasselli della vicenda. Il padre del figlio di Lea Graner (Vanessa Gravina) aveva scoperto che nella tenuta del conte Ranieri c'era l'uranio; e, anziché comunicarlo al comune di Trieste, come sarebbe stato giusto, aveva deciso di vendere l'informazione alla Mail Ross. Tuttavia, poiché non si riusciva a trovare un accordo, lo spietato De Marchi (Giovanni Vettorazzo) lo aveva ucciso, e, con la complicità del medico legale Serra (Andrea Lolli), lo aveva fatto sembrare un incidente. Quando Serra viene arrestato, si rende conto che solo collaborando con la giustizia potrà ottenere uno sconto di pena; il corrotto medico legale rivela allora al PM Trapani (Bruno Torrisi) che De Marchi era l'esecutore materiale anche dell'omicidio del conte Ranieri; insieme con i suoi scagnozzi, lo aveva minacciato costringendolo a firmare l'atto di vendita alla Mail Ross. Ma chi sono i proprietari della Mail Ross? Sono Francesca Canevari (Imma Piro) e Luca Canevari (Giorgio Lupano), soci al 50%, anche se Luca non ne sapeva assolutamente niente, così come non sapeva di essere uno degli azionisti della Banca Carsica. Luca oramai si è dimesso dallo studio legale di sua madre soprattutto per l'amore che prova verso Alice Morandi (Loredana Cannata); tuttavia, ora, il giovane avvocato deve fare i conti con la sua coscienza, e si rende conto che sua madre è una criminale. Serra prosegue nella sua confessione: dopo che l'onesto conte Ranieri aveva firmato l'atto di vendita, De Marchi avrebbe voluto comunque ucciderlo facendolo sembrare un incidente o un suicidio; poiché Ranieri stava scappando, De Marchi gli aveva sparato in testa. Dunque ora serviva un medico legale che scrivesse un falso referto. La piccola Eva (Karen Ciaurro) da a Rocco la memoria portatile di Erica; lui accende il suo computer e ne visualizza il contenuto. Tasca non sa che gli scagnozzi di De Marchi hanno messo sotto controllo il suo computer. De Marchi, che oramai non vuole più obbedire agli ordini di Francesca, decide di agire in maniera autonomia: ordina ai suoi di prelevare la piccola Eva dall'asilo, utilizzando dei falsi tesserini per essere creduti dei poliziotti dalla maestra. Ora De Marchi può ricattare Rocco.
- Ascolti Italia: telespettatori 6.007.000 – share 21,89%[6]